# Coryphantha compacta
Coryphantha compacta ist eine Pflanzenart in der Gattung Coryphantha aus der Familie der Kakteengewächse (Cactaceae). Das Artepitheton compacta stammt aus dem Lateinischen, bedeutet ‚kompakt‘ und verweist auf die verwobene Bedornung der Art.

## Beschreibung
Coryphantha compacta wächst meist einzeln mit kugelförmigen hellgrünen bis dunkelgrünen Trieben die bei Durchmessern von 5 bis 9 Zentimetern Wuchshöhen von 2 bis 6 Zentimetern erreichen. Die bis 8 Millimeter langen Warzen stehen eng beieinander. Der einzelne Mitteldorn, der auch fehlen kann, ist kräftig, gehakt und bis 2 Zentimeter lang. Er ist gelblich mit einer dunkleren Spitze. Die 11 bis 16 weißen bis gelben, 1 bis 2 Zentimeter langen Randdornen sind steif, liegen an der Trieboberfläche an und sind ineinander verwoben.
Die gelben Blüten sind bis 2 Zentimeter lang und erreichen ebensolche Durchmesser. Die Früchte sind eiförmig.

## Verbreitung, Systematik und Gefährdung
Coryphantha compacta ist in den mexikanischen Bundesstaaten Chihuahua und Durango verbreitet.
Die Erstbeschreibung als Mammillaria compacta erfolgte 1848 durch George Engelmann. Charles Russell Orcutt stellten die Art 1922 in die Gattung Coryphantha. Weitere nomenklatorische Synonyme sind Cactus compactus (Engelm.) Kuntze (1891) und Coryphantha compacta (Engelm.) Britton & Rose (1923).
In der Roten Liste gefährdeter Arten der IUCN wird die Art als „Least Concern (LC)“, d. h. als nicht gefährdet geführt.

## Nachweise